# Lanxess Tower
Der Lanxess Tower ist ein Hochhaus im Kölner Stadtteil Deutz. Es wurde ursprünglich 1969 als Hauptsitz der Lufthansa errichtet.

## Geschichte

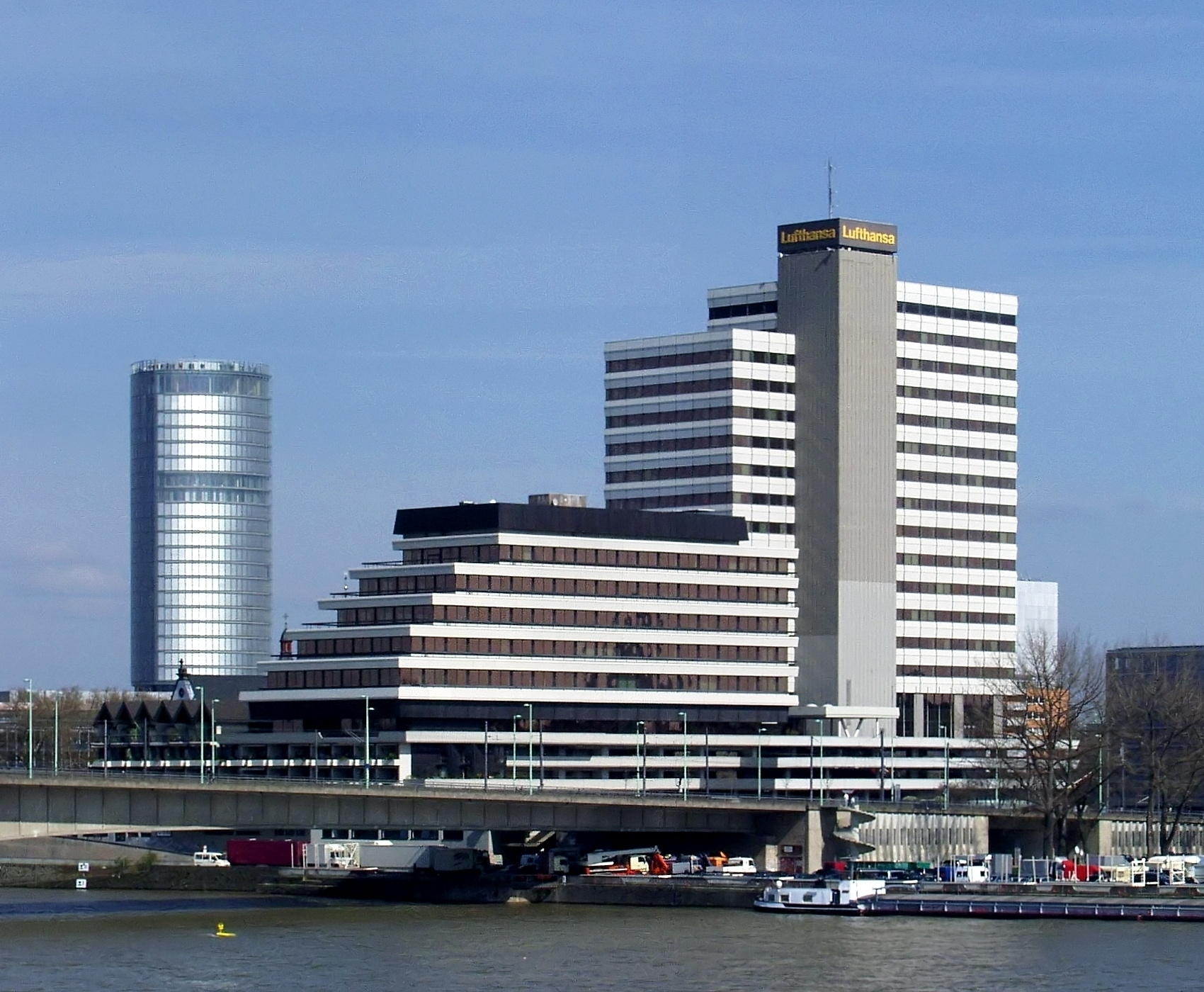
Das ehemalige Lufthansa-Hochhaus vor dem umfangreichen Umbau

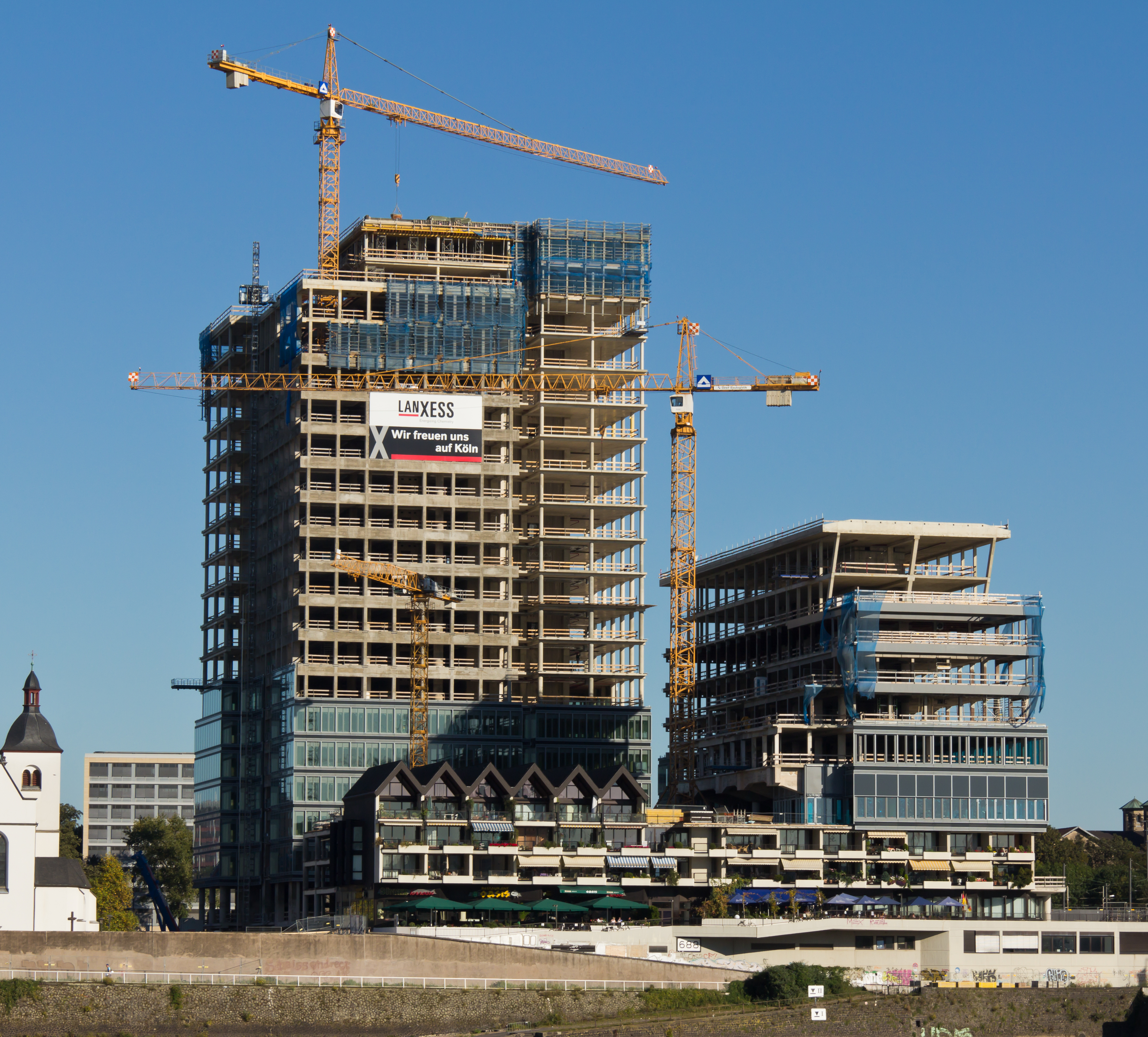
Der maxCologne in der Umbauphase, 2011

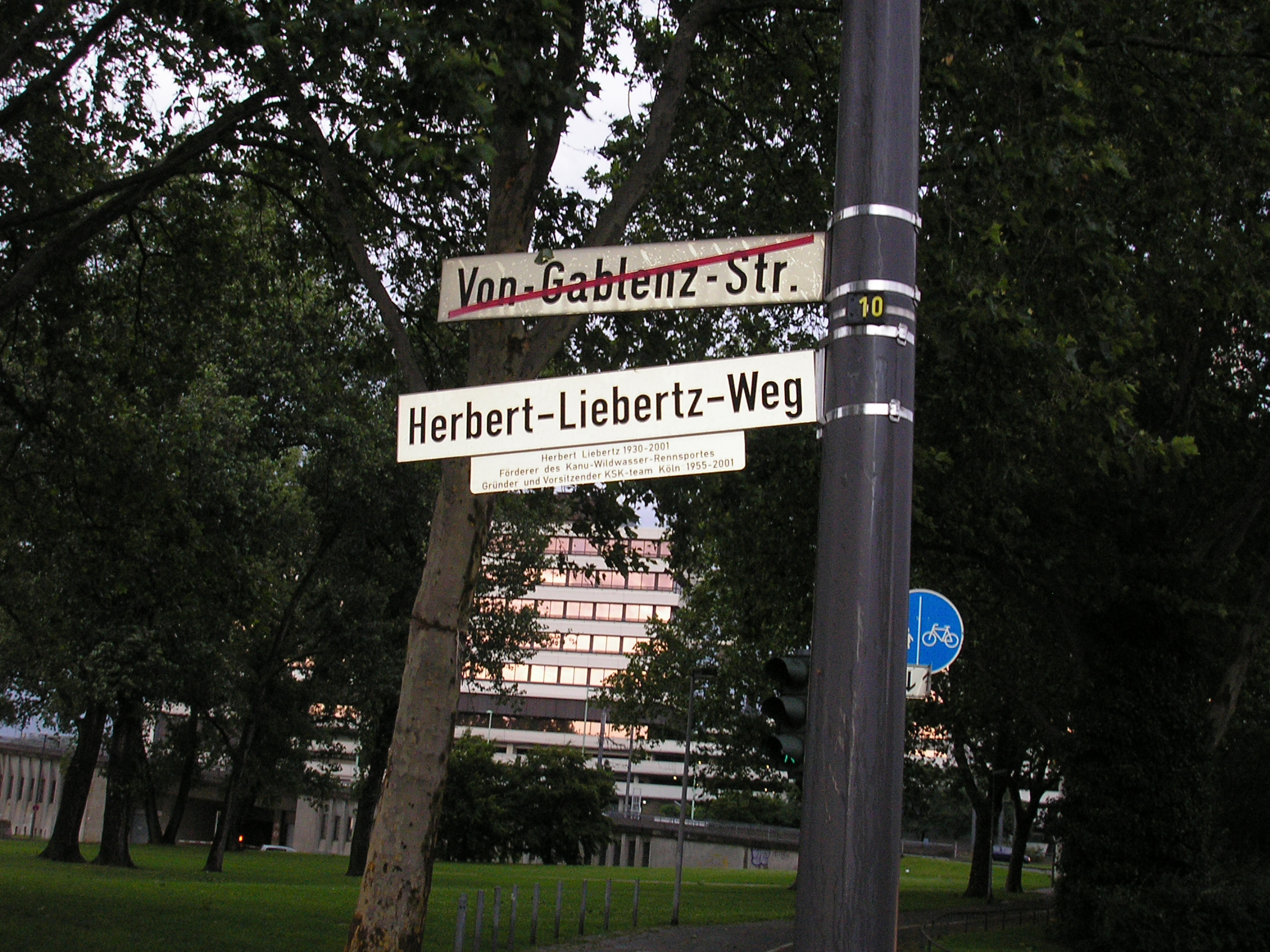
Das alte Straßenschild

Das ursprünglich 95 m hohe und mit goldgedämpften Fenstern ausgestattete Gebäude wurde am 15. April 1970 eingeweiht und diente der Deutschen Lufthansa AG als Hauptsitz („Lufthansa-Hochhaus“). Im September 2007 zog die Lufthansa aus dem Gebäude aus und wechselte mit ihrer Postadresse Von-Gablenz-Straße 2-6 an ihren neuen Standort ebenfalls in Köln-Deutz.
Das Gebäude wurde im Dezember 2009 für einen Immobilien-Spezialfonds von Warburg-Henderson erworben, dessen alleiniger Investor die Rheinischen Versorgungskassen sind. Das aus zwei Bauteilen bestehende Bürohochhaus wurde durch die Hochtief Projektentwicklung GmbH bis Mitte 2013 vollständig umgebaut und vermietet. Schon während der Bauphase hieß das gesamte Gebäudeensemble, das aus dem Hochhaus und den Rheinetagen besteht, maxCologne. Diese Bezeichnung wird auch weiterhin durch die Vermieter (HIH u. KUK) und den Gebäudebetreiber (Haustechnik Hülsken u. Apleona) verwendet. Nach Fertigstellung wurde aus dem Hochhaus, auf Wunsch der Lanxess AG, der Lanxess Tower. Geplant waren die Errichtung von ca. 45.000 m² Bürofläche und ca. 470 Stellplätzen, die Mieteinheiten sollten 500–35.000 m² groß werden. Das fertige Bürohaus entspricht dem „Deutschen Gütesiegel Nachhaltiges Bauen (DGNB) Standard Gold“.
Im Mai 2011 gab die Lanxess AG bekannt, ihre Konzernzentrale vom derzeitigen Standort in Leverkusen bis Ende 2013 in das Hochhaus zu verlegen. Das Unternehmen mietete den 22-stöckigen Büroturm an und zog im Sommer 2013 um. Der Platz zwischen dem Lanxess-Tower und den Rhein-Etagen wurde benannt nach dem 35. Präsidenten der Vereinigten Staaten von Amerika John F. Kennedy und lautet Kennedyplatz.
Die davor am Rhein liegenden Rheinetagen wurden vollständig an die Wirtschaftskanzlei Görg vermietet.